# 硒化钴
硒化钴是一种无机化合物，化学式为CoSe，可溶于硝酸和王水，难溶于碱。

## 制备
将亚硒酸钴置于10%氢氧化钠溶液中，搅拌，逐滴滴入硫代硫酸钠的10%氢氧化钠溶液中，待反应液颜色不再变化，静置后过滤，分别用水和5%的盐酸洗涤并干燥，得到CoSe。
乙酸钴和亚硒酸钠在酸性溶液中的电沉积反应也能制得CoSe，pH为3.5时，化合物中Co：Se最接近1：1；pH过低会使化合物富硒，而较高的pH则会富钴。

## 用途
掺杂Ag+的硒化钴纳米颗粒可用作电解水的催化剂。混杂硒化亚锡的硒化钴材料可用于染料敏化的太阳能电池的电极。

## 相关化合物
硒化钴可以以非整比化合物的形式存在。将氯化钴和尿素按1:1化学计量比溶于去离子水，在不锈钢反应釜中加热至120°C，得到粉色沉淀Co(CO3)0.35Cl0.20(OH)1.10，洗涤并真空干燥。另将硒粉加入至硼氢化钠水溶液中，震荡至黑色固体消失，得到NaHSe溶液。将钴源和硒源加入至反应釜中进行溶剂热（乙醇-水）反应，得到Co0.85Se。该化合物在室温时具有铁磁性。
此外，Co9Se8、Co2Se3、Co3Se4和CoSe2也有报道。